# Idioma ngarigo
El idioma ngarigo (Ngarigu) es una lengua aborigen australiana casi extinta, la lengua tradicional del pueblo Ngarigo.
Yaithmathang (Jaitmathang), también conocido como Gundungerre, era un dialecto.

## Fonología
|             | Labial | Dental | Alveolar | Retrofleja | Palatal | Velar |
| ----------- | ------ | ------ | -------- | ---------- | ------- | ----- |
| Oclusiva    | b      | d̪      | d        | ɖ          | ɟ       | k     |
| Nasal       | m      |        | n        |            | ɲ       | ŋ     |
| Lateral     |        |        | l        |            | ʎ       |       |
| Rótica      |        |        | ɾ~r      |            |         |       |
| Aproximante | w      |        |          |            | j       |       |

Las vocales dadas son /a i u/.